# 2024 în știință
Următoarele evenimente științifice semnificative au avut loc în anul 2024.

## Evenimente

### Ianuarie

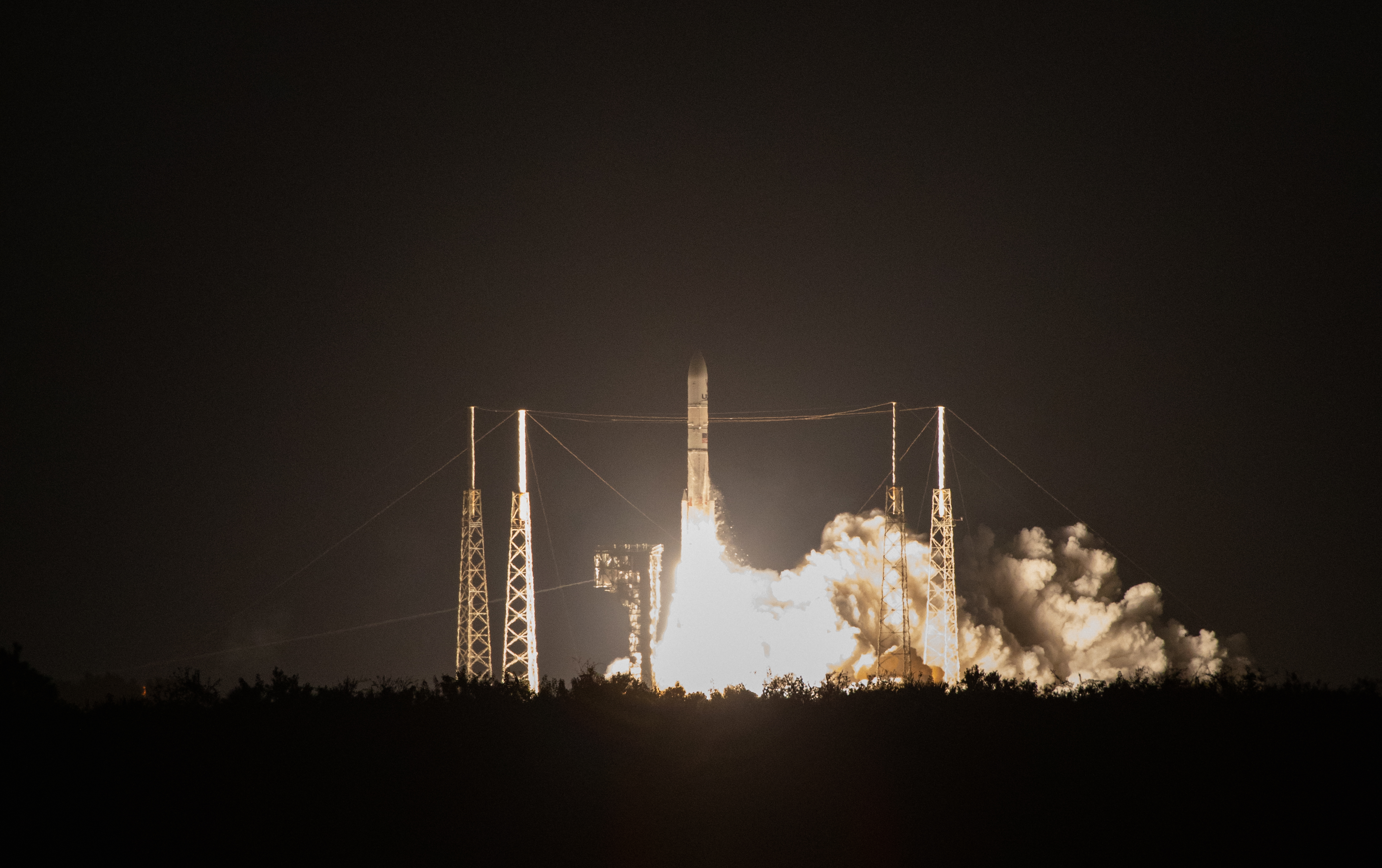
8 ianuarie: A avut loc prima lansare reușită a noului lansator de mare capacitate Vulcan.

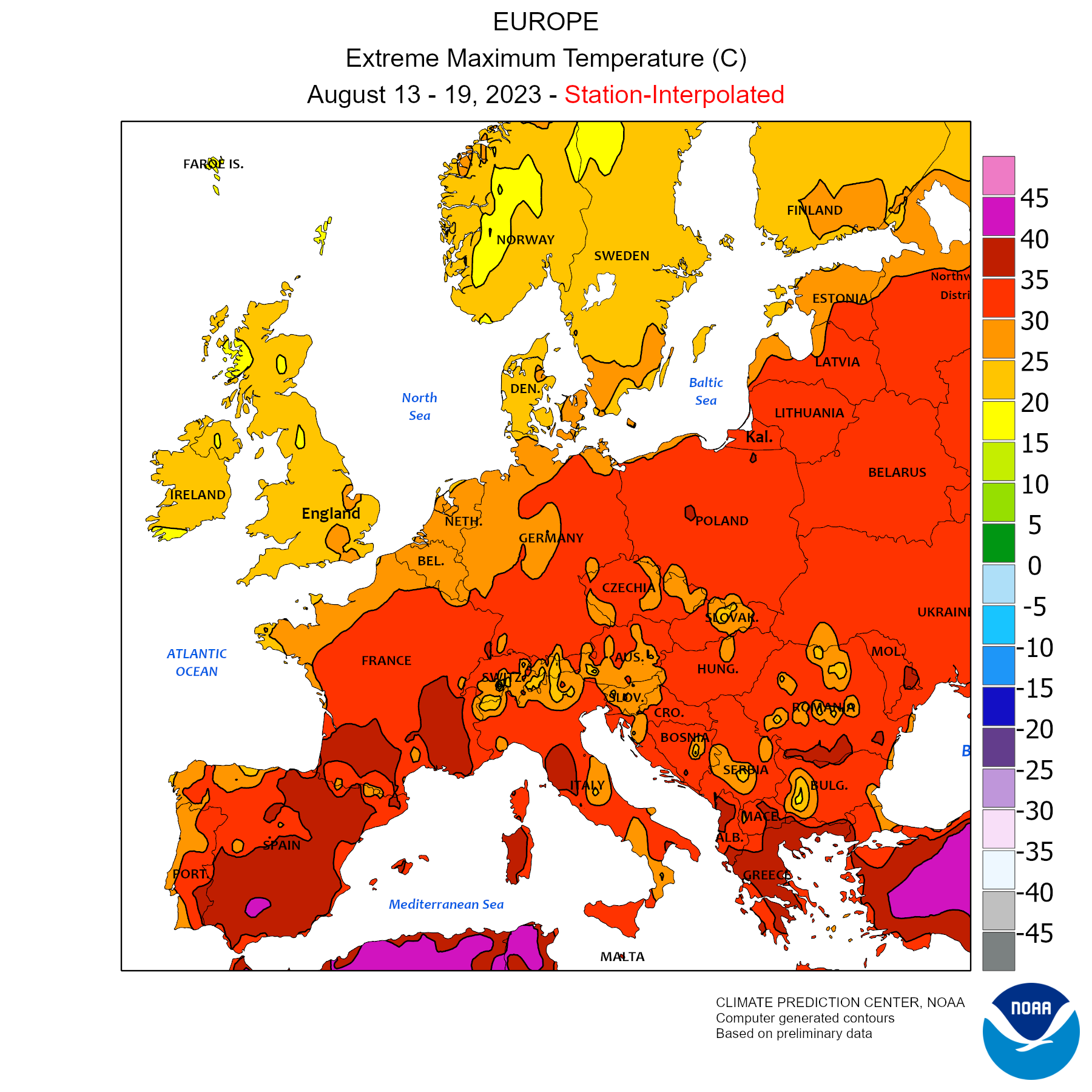
12 ianuarie: 2023 este confirmat ca fiind cel mai cald an înregistrat vreodată de mai multe agenții științifice.

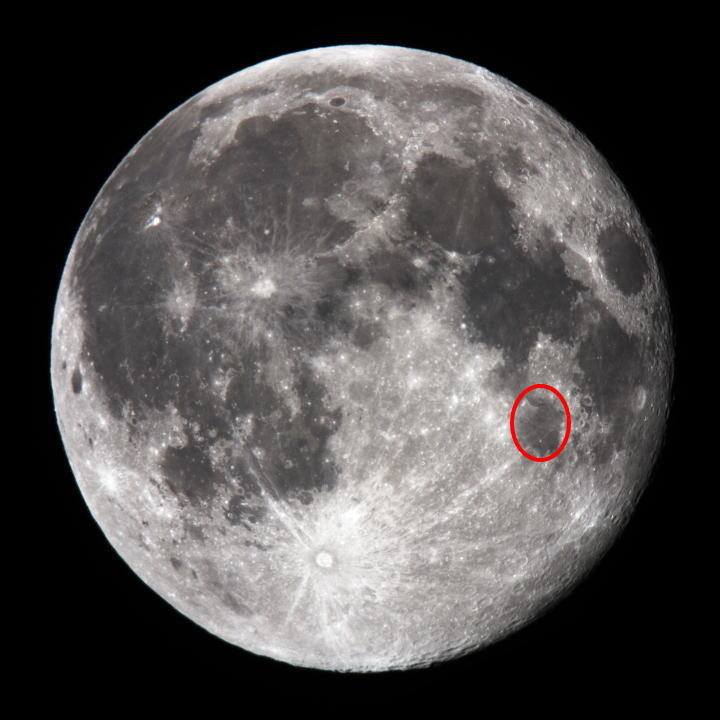
19 ianuarie: Japonia devine a cincea țară care reușește o aterizare ușoară pe Lună.

- 2 ianuarie – Agenția Meteorologică Japoneză (JMA) a publicat setul de date JRA-55, confirmând că anul 2023 a fost cel mai cald an înregistrat la nivel global, cu 1,43 °C peste nivelul de referință din perioada 1850-1900. Această valoare este cu 0,14 °C peste recordul anterior, stabilit în 2016.[1]
- 5 ianuarie 
  - Oamenii de știință raportează că galaxiile nou-născute în universul foarte timpuriu aveau formă de „banană”, spre surprinderea cercetătorilor.[2][3]
  - Agenția Japoneză de Explorare Aerospațială (JAXA) publică primele date științifice trimise de telescopul său spațial cu raze X lansat în septembrie 2023. Acesta a obținut cel mai detaliat spectru de raze X al unei rămășițe de supernovă și a observat gaz fierbinte în interiorul unui mare roi de galaxii.[4]
- 8 ianuarie – A avut loc prima lansare reușită a noului lansator de mare capacitate Vulcan, care a trimis pe Lună sonda spațială Peregrine, creată de Astrobotic Technology; aceasta este prima misiune din cadrul programului Commercial Lunar Payload Services al NASA.[5] Din cauza unei probleme a propulsoarelor sondei, Peregrine a pierdut prea mult combustibil iar aselenizarea nu va mai avea loc.
- 9 ianuarie – În cadrul unei descoperiri științifice care ar putea schimba modul în care înțelegem felul în care lumina interacționează cu materia, cercetătorii de la grupul Attoscience and Ultrafast Optics din cadrul Institutului de Științe Fotonice (ICFO) din Barcelona au descoperit o nouă fază a materiei, denumită „hibrid lumină-materie”.[6]
- 10 ianuarie – Oamenii de știință anunță că dispariția lui Gigantopithecus blacki, cea mai mare primată cunoscută ca locuind pe Pământ, care a trăit într-o perioadă cuprinsă între acum 2 milioane și 350.000 de ani în urmă, s-a datorat în mare parte incapacității maimuței de a se adapta la o dietă mai potrivită pentru un mediu semnificativ schimbat.[7][8]
- 11 ianuarie
  - Oamenii de știință anunță descoperirea Tyrannosaurus mcraeensis, o specie mai veche de Tyrannosaurus care a trăit cu 5–7 milioane de ani înainte de Tyrannosaurus rex și care ar putea avea o importanță fundamentală pentru evoluția speciei.[9][10]
  - Biologii anunță descoperirea celei mai vechi piei fosilizată, cu o vechime de aproximativ 289 de milioane de ani, și posibil pielea unei reptile antice.[11][12]
  - Un studiu realizat în regiunea Caatinga din Brazilia arată că biomul său semi-arid ar putea pierde peste 90% din speciile de mamifere până în 2060, chiar și în cel mai optimist scenariu privind schimbările climatice.[13]
- 12 ianuarie  – 2023 este confirmat ca fiind cel mai cald an înregistrat vreodată de mai multe agenții științifice.[14] NASA raportează o cifră de 1,4 grade Celsius peste media de la sfârșitul secolului al XIX-lea, când au început înregistrările moderne.[15] Administrația Națională Oceanică și Atmosferică raportează o cifră de 1,35 grade Celsius.[16] Berkeley Earth raportează o cifră de 1,54 grade Celsius.[17]

- 13 ianuarie – NASA deschide complet containerul recuperat cu mostre de pe asteroidul Bennu, după trei luni de încercări eșuate.[18]
- 16 ianuarie – Oamenii de știință din China anunță prima clonare reușită a unei maimuțe rhesus.[19][20]
- 17 ianuarie – Un studiu publicat în revista Nature arată că stratul de gheață din Groenlanda se topește cu 20% mai repede decât estimările anterioare. Pierderea actuală de 30 de milioane de tone de gheață pe oră este „suficientă pentru a afecta circulația oceanică și distribuția energiei termice pe glob”.[21][22][23]
- 18 ianuarie 
  - S-a constatat că pescuitul cu traule de fund eliberează în fiecare an 340 de milioane de tone de dioxid de carbon (CO2) în atmosferă, aproape 1% din toate emisiile globale de CO2.[24][25]
  - Doi roboți asemănători cu insectele sunt considerați de către Universitatea de Stat din Washington ca fiind cei mai mici, mai ușori și mai rapizi micro-roboți complet funcționali creați vreodată.[26]
- 19 ianuarie – Sonda lunară SLIM a Agenției Spațiale a Japoniei realizează prima aterizare ușoară pe Lună a unei nave spațială japoneze.  Japonia devine a cincea țară care ajunge pe satelitul natural al Pământului, după Statele Unite, Uniunea Sovietică, China și India.[27]
- 24 ianuarie – Descoperirea a 85 de exoplanete candidate pe baza datelor furnizate de observatorul TESS este raportată de Universitatea din Warwick. Toate au perioade orbitale cuprinse între 20 și 700 de zile, cu temperaturi similare cu cele ale planetelor din sistemul nostru solar.[28]
- 25 ianuarie
  - Agenția Spațială Europeană (ESA) dă undă verde pentru sonda spațială Laser Interferometer Space Antenna (LISA). Aceasta va fi lansată în 2035.[29][30]
  - NASA anunță încetarea misiunii elicopterului Ingenuity de pe Marte, după ce vehiculul a suferit o avarie la unul dintre rotoare.[31]
- 26 ianuarie – Astronomii raportează detectarea vaporilor de apă în atmosfera lui GJ 9827 d, o exoplanetă de aproximativ două ori mai mare decât Pământul.[32]
- 29 ianuarie
  - Compania americană de neurotehnologie Neuralink anunță că a implantat pentru prima dată interfața creier–computer într-un creier uman și că persoana respectivă „se recuperează bine”, „rezultatele inițiale arătând o detectare promițătoare a vârfurilor de neuroni”.[33]
  - Din spațiu, astronautul Marcus Wandt de pe Stația Spațială Internațională a realizat o premieră: a controlat un robot cu patru picioare numit Bert, aflat pe Pământ. Echipat cu membre similare cu cele ale animalelor, spre deosebire de roțile tradiționale, Bert ar putea facilita explorarea planetelor precum Marte, permițând roboților să urce pante abrupte sau să se strecoare prin peșteri.[34]
- 31 ianuarie – NASA anunță descoperirea unui super-Pământ numit TOI-715 b, situat în zona locuibilă a unei stele pitice roșii, la o distanță de aproximativ 137 de ani-lumină.[35]

### Februarie

2 februarie: Oamenii de știință raportează o posibilă modalitate de rezolvare a problemei celor trei corpuri

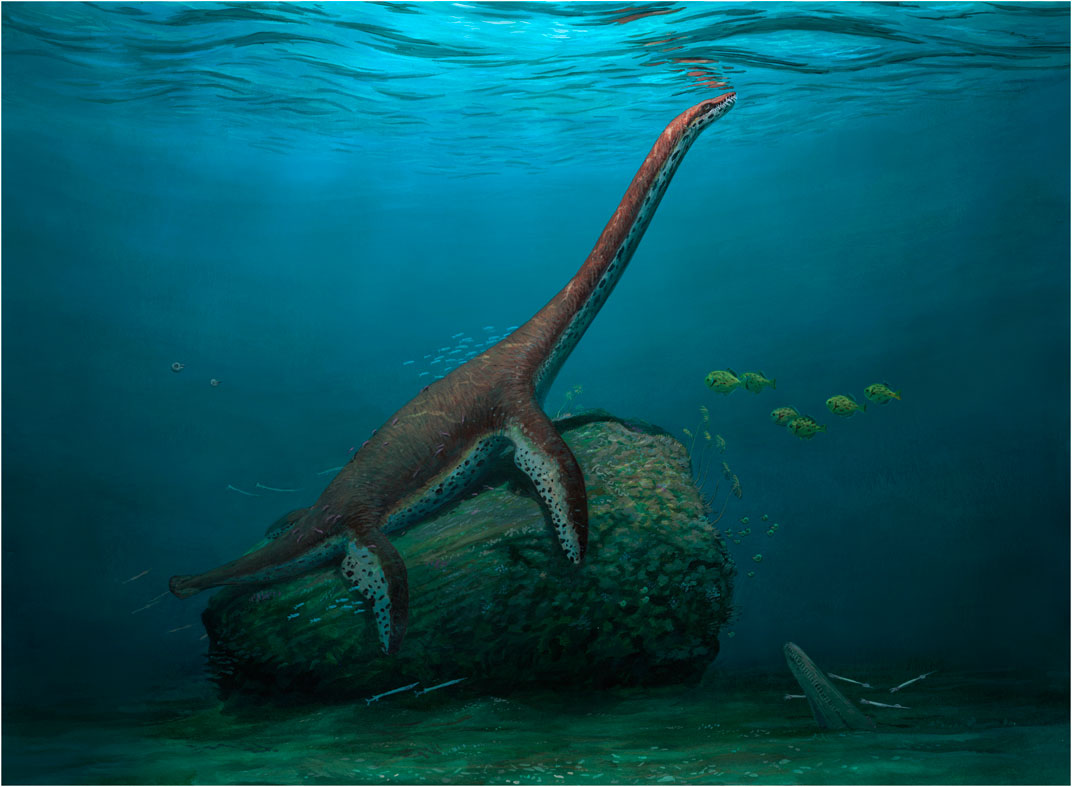
16 februarie: A fost descrisă o nouă specie de plesiosauroid, Franconiasaurus brevispinus.

- 2 februarie – Oamenii de știință raportează o posibilă modalitate de rezolvare a problemei celor trei corpuri; o problemă notabilă de o importanță deosebită pentru fizică și mecanica clasică.[36][37]
- 3 februarie – Telescopul spațial James Webb a detectat două exoplanete care orbitează în jurul unor stele moarte, sau pitice albe. Atunci când o stea devine pitică albă, distruge toate planetele din inteiorul sistemului său planetar. Una dintre exoplanete se află la o distanță față de pitica albă care o găzduiește care este egală cu aproximativ 11,5 ori distanța dintre Pământ și Soare. Cealaltă exoplanetă se află la o distanță mai mare față de steaua-mamă moartă, la o distanță de aproximativ 34,5 ori mai mare decât cea dintre Pământ și Soare. Observarea acestor exoplanete ne-ar putea face să înțelegem ce s-ar putea întâmpla cu planetele de dincolo de Marte, giganții gazoși Jupiter și Saturn, atunci când Soarele va muri.[38]
- 5 februarie 
  - Oleg Kononenko, cosmonautul aflat pe Stația Spațială Internațională din 15 septembrie 2023, a depășit recordul deținut de colegul său Ghenadi Padalka pentru cel mai lung timp petrecut cumulat pe orbită, de 878 zile, 11 ore și 30 de minute în spațiu, de-a lungul a 5 zboruri cosmice. Kononenko, aflat și el în cea de-a 5-a misiune spațială, va fi primul om care va depăși 1000 de zile petrecute cumulat pe orbită, deoarece misiunea sa la bordul Stației se va încheia la 24 septembrie 2024.[39]
  - Grupul de lucru pentru nomenclatura corpurilor mici a anunțat că Zoozve este noua denumirea a asteroidului de dimensiuni sub-kilometrice și un cvasi-satelit temporar al lui Venus.[40]

- 6 februarie
  - Oamenii de știință raportează o nouă specie de midii numită Vadumodiolus teredinicola.[41]
  - Biologii raportează o nouă specie de meduză numită Santjordia pagesi.[42]
- 7 februarie 
  - Studiile științifice raportate sugerează că particulele de praf cosmic ar fi putut răspândi, printr-un proces numit panspermie, viața pe Pământ și în alte părți ale Universului.[43][44]
  - A fost descrisă o nouă specie de pterosaur, Ceoptera evansae.[45]
  - A fost descoperit un ocean de apă sub suprafața uneia dintre lunile planetei Saturn, Mimas. Informațiile colectate de sonda Cassini a NASA referitoare la rotația și orbita lui Mimas demonstrează existența unui ocean subteran de lichid, situat la aproximativ 20–-30 de kilometri sub crusta sa înghețată.[46][47]
- 8 februarie – Misiunea PACE a NASA este lansată la bordul unei rachete Falcon 9 de la Stația Forțelor Spațiale Cape Canaveral din Florida, Statele Unite, pentru a studia oceanul și atmosfera Pământului.[48]
- 12 februarie
  - Este anunțată prima detectare a moleculelor de apă pe suprafața asteroizilor, în urma analizei spectrale a 7 Iris și 20 Massalia, două obiecte mari din centura principală de asteroizi.[49][50]
  - Un asteroid relativ mic, numit 2024 CY1, a trecut pe lângă Pământ la o distanță de aproximativ 121.148 kilometri. Descoperit cu doar trei zile înainte de apropierea sa, 2024 CY1 este al zecelea asteroid cunoscut care a trecut pe lângă planeta noastră la o distanță mai mică de 400.000 de km în 2024, și al treilea în această lună. Având un diametru estimat între 3,8 și 8,4 metri, 2024 CY1 este considerat un asteroid relativ mic.[51]

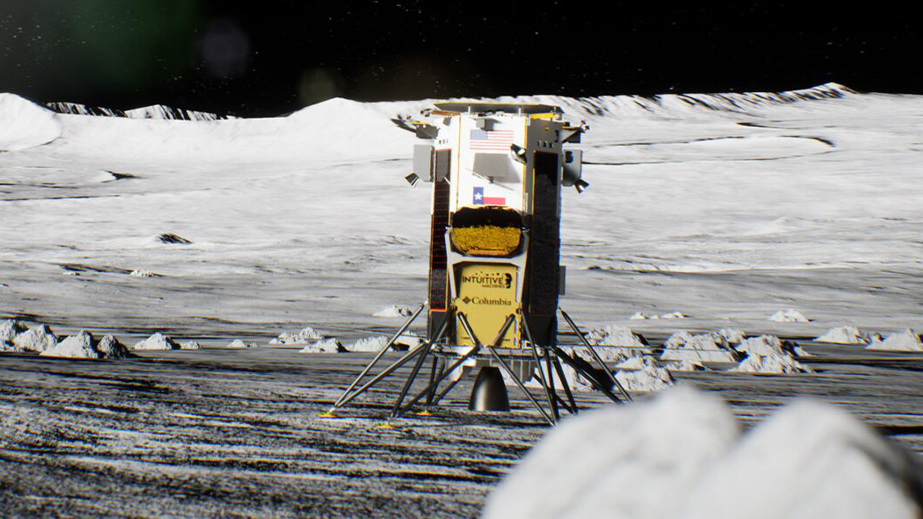
22 februarie: Primul vehicul comercial care a aterizat pe Lună. Landerul include Wikipedia în limba engleză și alte înregistrări pe termen lung ale umanității.

- 14 februarie – O structură subacvatică veche de peste 10.000 de ani din Epoca de Piatră a fost descoperită în Golful Mecklenburg, în Marea Baltică. Zidul de piatră, lung de un kilometru, ar putea fi cea mai veche structură realizată de om.[52]
- 15 februarie – La Centrul Spațial Kennedy din Florida, Statele Unite este lansată Odysseus,  o misiune care „vizează crearea unei economii lunare comerciale, livrarea de încărcături comerciale și de încărcături științifice și tehnologice ale NASA care vor deschide calea pentru o prezență umană durabilă pe și în jurul Lunii”.[53]
- 16 februarie – A fost descrisă o nouă specie de plesiosauroid, Franconiasaurus brevispinus. Materialul fosil a fost descoperit în sedimentele din groapa fosiliferă Mistelgau din Formațiunea Jurensismergel, Bavaria, Germania. Exemplarul holotip a fost descoperit între 2014 și 2018 și constă într-un schelet aproape complet, parțial articulat.[54]
- 20 februarie 
  - Astronomii au identificat cel mai luminos obiect observat vreodată, QSO J0529-4351, un quasar care acumulează aproximativ o masă solară pe zi.[55]
  - Eunectes akayima, o nouă specie de șarpe anaconda uriaș, este descrisă pentru prima dată.[56]
- 22 februarie – Modulul de aterizare Nova-C al companiei americane Intuitive Machines, numit Odysseus, devine primul vehicul comercial care aterizează pe Lună în cadrul misiunii IM-1.[57][58] Landerul include și Biblioteca Lunară care conține o versiune a Wikipedia în limba engleză, opere de artă, selecții din Internet Archive, porțiuni din Proiectul Gutenberg și multe altele. Se preconizează că aceasta va rămâne pe Lună într-o stare lizibilă timp de miliarde de ani.[59][60]
- 23 februarie
  - Cercetătorii anunță studii care, pentru prima dată, au măsurat gravitația la nivel microscopic.[61][62]
  - Sunt descoperiți trei noi sateliți ai sistemului solar, unul în jurul lui Uranus și doi în jurul lui Neptun, ceea ce ridică numărul total de sateliți cunoscuți la 28 și, respectiv, 16.[63]
- 28 februarie – Un studiu publicat în British Medical Journal face legătura între alimentele ultraprocesate și 32 de efecte negative asupra sănătății, inclusiv un risc mai mare de boli de inimă, cancer, diabet de tip 2, tulburări de sănătate mintală și moarte prematură.[64]

### Martie

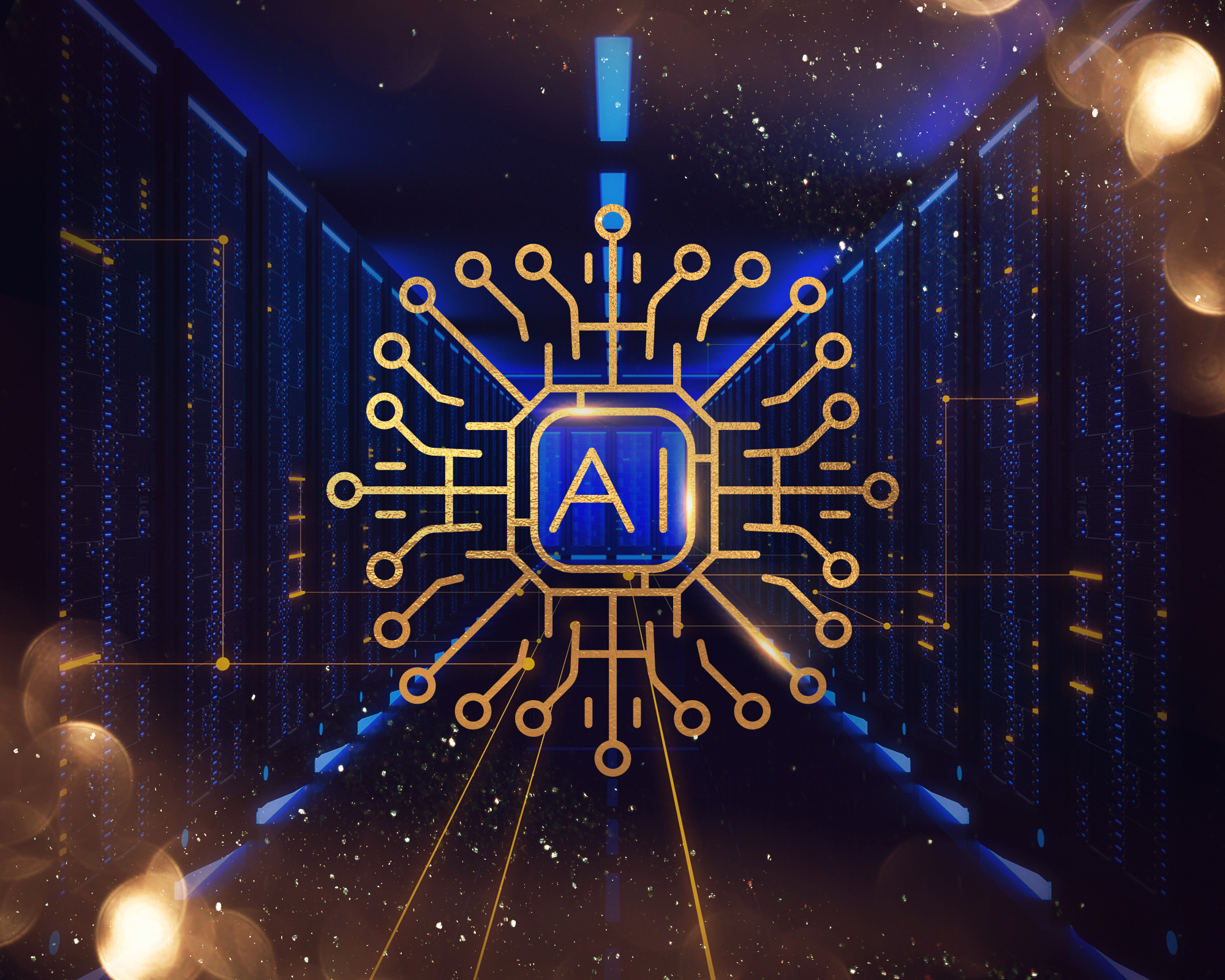
13 martie: Uniunea Europeană adoptă Legea privind inteligența artificială, primul cadru juridic și de reglementare cuprinzător din lume pentru inteligența artificială.

- 4 martie – Astronomii raportează că suprafața Europei, luna planetei Jupiter, ar putea avea mult mai puțin oxigen decât se presupunea anterior, sugerând că luna are un mediu mai puțin ospitalier pentru existența formelor de viață decât s-a considerat anterior.[65][66]
- 6 martie – Telescopul James Webb a observat o galaxie „moartă” formată la doar 700 de milioane de ani după Big Bang, cea mai veche de acest fel descoperită vreodată. Galaxia, similară cu o stea „trăiește repede, mori tânăr”, a încetat să formeze stele după o explozie inițială rapidă, posibil din cauza unei găuri negre supermasive. Această descoperire ne ajută să înțelegem mai bine evoluția galaxiilor timpurii.[67]
- 9 martie – Biochimiștii anunță că au realizat o moleculă de ARN care a fost capabilă să facă copii exacte ale unui alt tip de moleculă de ARN, apropiindu-se de un ARN care ar putea face copii exacte ale lui însuși și, ca urmare, oferind sprijin pentru Ipoteza lumii ARN care ar fi putut fi un mod esențial de a începe originea vieții.[68]
- 12 martie – Geologii identifică un ciclu de 2,4 milioane de ani în datele sedimentare de la mare adâncime, cauzat de o interacțiune orbitală între Pământ și Marte.[69][70][71]
- 13 martie – Uniunea Europeană adoptă Legea privind inteligența artificială, primul cadru juridic și de reglementare cuprinzător din lume pentru inteligența artificială.[72]
- 14 martie – SpaceX lansează cu succes nava spațială Starship, dar pierde racheta la reintrarea în atmosferă.[73]
- 19 martie – O echipă de la Universitatea Brown, Statele Unite, a prezentat o rețea wireless de 78 de senzori minusculi capabili să înregistreze date de la creier, cu potențialul de a extinde rețeaua la mii de senzori.[74]
- 20 martie – O echipă de la Universitatea din Amsterdam anunță eliminarea cu succes a HIV din celulele infectate, folosind tehnica CRISPR.[75]
- 27 martie – Echipa Event Horizon Telescope confirmă că la marginea găurii negre centrale a Căii Lactee, Sagittarius A*, se dezvoltă în spirală câmpuri magnetice puternice. O nouă imagine dezvăluită de echipă, similară cu cea a găurii negre M87*, indică posibilitatea ca toate găurile negre să fie caracterizate de câmpuri magnetice intense.[76]
- 28 martie – LHS 3844 b este confirmată ca fiind prima exoplanetă Super-Pământ care are o parte întunecată permanent.[77][78]

### Aprilie

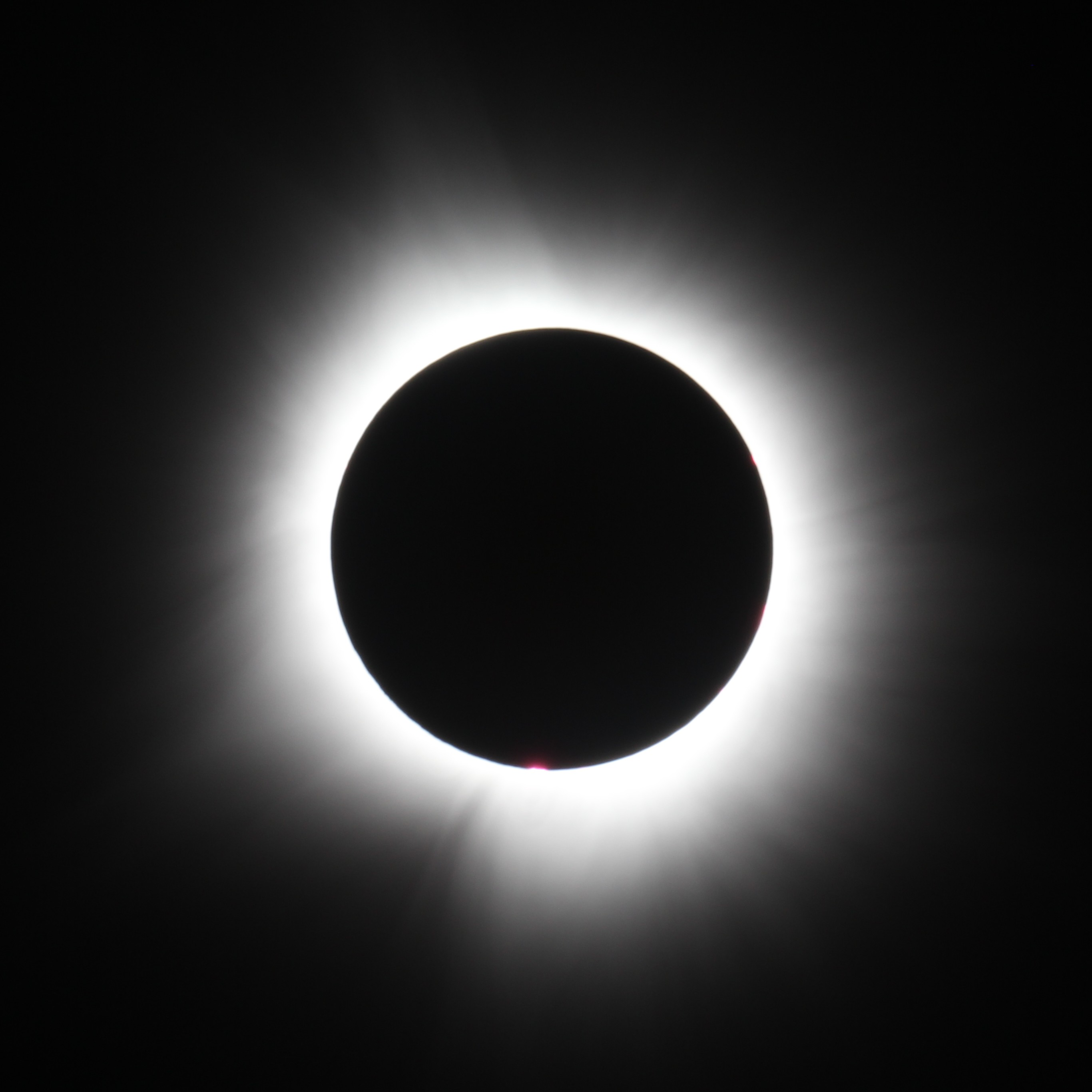
8 aprilie: Eclipsă totală de soare vizibilă în America de Nord

19 aprilie: Au fost identificat rămășițe fosile de Ichthyotitan, cea mai mare reptilă marină cunoscută în prezent. Ichthyotitan severnensis în comparație cu un om

- 3 aprilie – NASA selectează trei companii – Intuitive Machines, Lunar Outpost și Venturi Astrolab – pentru a dezvolta vehiculul său pentru teren lunar, care va fi utilizat în misiunile cu echipaj Artemis începând din 2030.[79]
- 4 aprilie – Cercetătorii de la Dark Energy Spectroscopic Instrument din Arizona, SUA, lansează cea mai mare hartă 3D a universului, cu peste șase milioane de galaxii. Cu ajutorul acestei hărți, cercetătorii sunt capabili să măsoare accelerarea ratei de expansiune a universului cu o precizie fără precedent, detectând indicii că rata de expansiune a crescut în timp.[80][81]
- 8 aprilie – O eclipsă totală de soare are loc în America de Nord pentru prima dată din 2017. Este ultima eclipsă totală de soare vizibilă în Statele Unite ale Americii până în 2044.[82]
- 12 aprilie
  - Biologii raportează că bonobo se comportă mai agresiv decât se credea anterior.[83][84]
  - Oamenii de știință raportează studii care sugerează că tardigradele sunt protejate împotriva expunerii masive la radiații și a daunelor prin intermediul unor substanțe biochimice unice, în special proteina Dsup.[85]
- 15 aprilie – Administrația Națională Oceanică și Atmosferică confirmă un al patrulea episod global de albire a coralilor.[86][87]
- 16 aprilie – Oamenii de știință de la Agenția Spațială Europeană anunță descoperirea Gaia BH3, a doua gaură neagră ca mărime din Calea Lactee.[88]
- 19 aprilie 
  - Oamenii de știință anunță că au identificat rămășițe fosile de Ichthyotitan, cea mai mare reptilă marină cunoscută în prezent, în formațiunea Westbury din Anglia. Conform estimărilor, Ichthyotitan severnensis din perioada triasică, datată la o vechime de 202 milioane de ani, avea o lungime cuprinsă între 22 și 26 de metri.[89]
  - Un șarpe preistoric gigant estimat la o vechime de 47 de milioane de ani a fost descoperit în India. Este posibil să fi fost unul dintre cei mai mari șerpi din lume, eclipsând anacondele și pitonii moderni. Numit Vasuki indicus, după un șarpe mitic hindus, era probabil un prădător lent care își ucidea prada prin constricție.[90]
  - Astronomii au observat pentru prima dată ceea ce ei cred că este un fenomen asemănător unui curcubeu care s-a produs pe WASP-76b, o exoplanetă aflată la 637 de ani-lumină de Pământ, și care ar putea dezvălui noi informații despre lumile extraterestre. Efectul constă în inele de lumină concentrice, colorate, și apare atunci când lumina se reflectă în norii făcuți dintr-o substanță uniformă.[91]
- 23 aprilie 
  - După cinci luni cu probleme de comunicare, NASA primește date descifrabile de la Voyager 1.[92]
  - Cea mai mare imprimantă 3D din lume, denumită Factory of the Future 1.0 (FoF 1.0), este prezentată de Universitatea din Maine, SUA. Folosind polimeri termoplastici, mașina poate imprima obiecte de până la 29 metri lungime, 9,8 metri lățime și 5,5 metri înălțime, la o viteză de 230 kg pe oră.[93][94]
- 26 aprilie – mRNA-4157/V940, primul vaccin personalizat împotriva melanomului bazat pe ARNm, intră în etapa finală a studiului de fază III.[95]

### Mai

9 mai: Un milimetru cubic din creierul uman este cartografiat la o rezoluție nanometrică de către o echipă de la Google. Acesta conține aproximativ 57.000 de celule și 150 de milioane de sinapse, încorporând 1,4 petabytes de date.

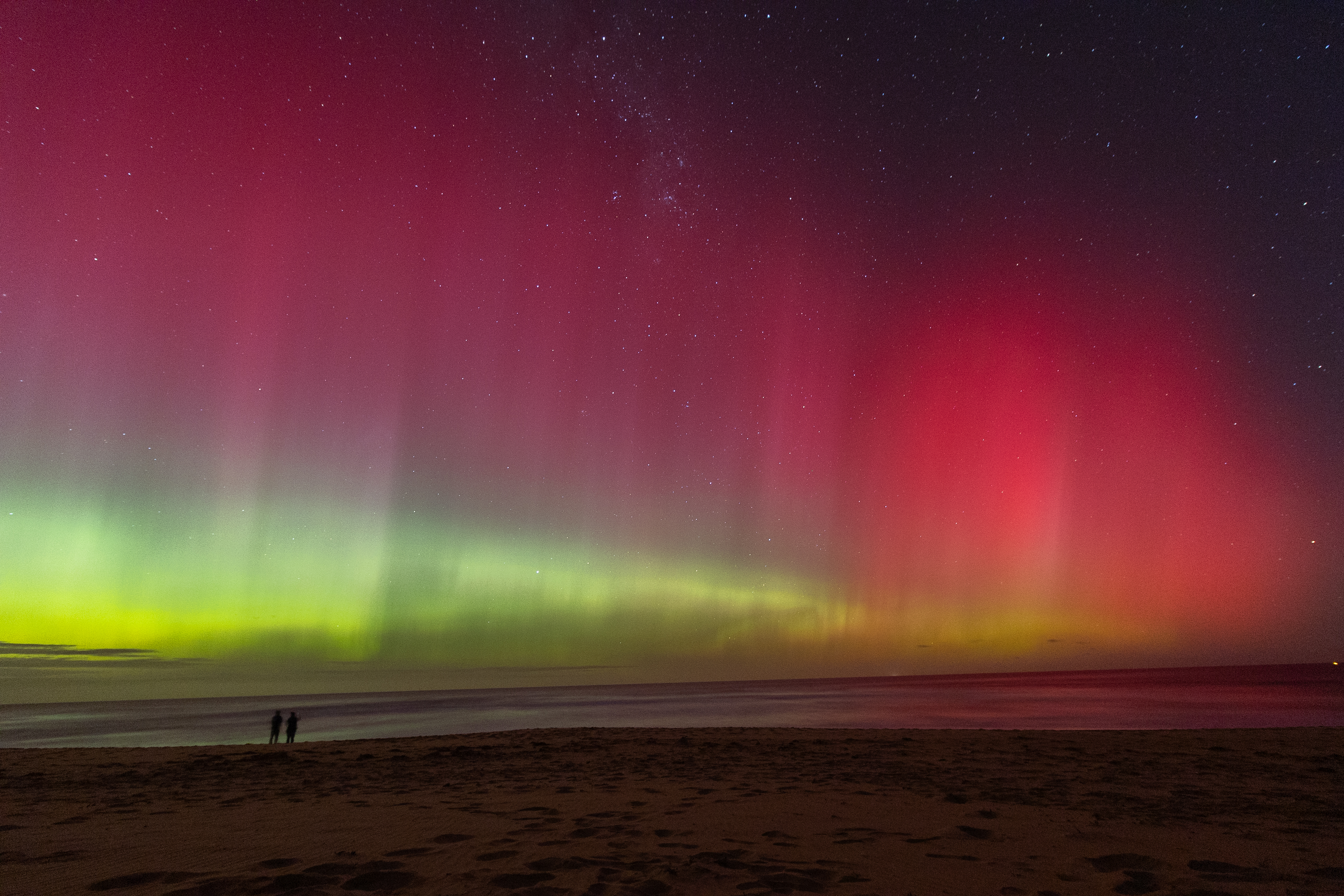
10 mai: O furtună geomagnetică lovește Pământul, atingând intensitatea G5 și provocând aurore pe scară largă, iar Centrul de prognoză meteo-spațială al NOAA emite primul avertisment de furtună de nivel G4 din anul 2005 încoace.

- 1 mai – Un nou circuit cerebral care ar putea acționa ca un „regulator principal” al sistemului imunitar este raportat de oamenii de știință de la Universitatea Columbia.[96][97][98]
- 3 mai – China lansează sonda Chang'e 6, o misiune robotică de returnare a unor mostre pe partea îndepărtată a Lunii.[99]
- 6 mai
  - O nouă teorie afirmă că Venus ar fi putut pierde apa atât de repede din cauza recombinării disociative a HCO+.[100][101]
  - Persoanele cu vârsta de peste 65 de ani care au două copii ale variantei genei APOE4 au 95% șanse de a dezvolta boala Alzheimer.[102][103]
- 8 mai
  - Google introduce AlphaFold 3, un nou model de inteligență artificială pentru a prezice cu precizie structura proteinelor, ADN-ului, ARN-ului, liganzilor și altele, precum și modul în care acestea interacționează.[104]
  - Gazele atmosferice care înconjoară 55 Cancri e, o exoplanetă stâncoasă fierbinte aflată la 41 de ani-lumină de Pământ, sunt detectate de cercetători cu ajutorul Telescopului spațial James Webb. NASA raportează acest lucru ca fiind „cea mai bună dovadă de până acum a existenței atmosferei oricărei planete stâncoase în afara sistemului nostru solar”.[105]
- 9 mai
  - Un milimetru cubic din creierul uman este cartografiat la o rezoluție nanometrică de către o echipă de la Google. Acesta conține aproximativ 57.000 de celule și 150 de milioane de sinapse, încorporând 1,4 petabytes de date.[106][107]
  - Observatorul Mauna Loa din Hawaii a raportat o creștere anuală record a CO2 atmosferic, cu un salt de 4,7 părți pe milion (ppm) față de anul precedent.[108]
- 10 mai – O furtună geomagnetică lovește Pământul, atingând intensitatea G5 și provocând aurore pe scară largă, iar Centrul de prognoză meteo-spațială al NOAA emite primul avertisment de furtună de nivel G4 din anul 2005 încoace.[109] Imagini spectaculoase cu aurora boreală au putut fi observate și din România.[110]
- 13 mai – OpenAI anunță noul său model de inteligență artificială generativă, GPT-4o, care permite chatbotului să interacționeze cu utilizatorii săi ca un asistent vocal ultra-sofisticat.[111]

- 15 mai

30 mai: NASA anunță descoperirea celei mai îndepărtate galaxii cunoscute.

  - Astronomii prezintă o imagine de ansamblu a studiilor analitice preliminare asupra mostrelor returnate de pe asteroidul 101955 Bennu de către misiunea OSIRIS-REx.[112]
  - Este descoperită SPECULOOS-3 b, o exoplanetă cu dimensiuni aproape identice cu cele ale Pământului, care orbitează în jurul unei stele pitice ultra-rece, la fel de mică ca Jupiter și situată la 55 de ani-lumină de Pământ.[113]
- 16 mai – Un algoritm multimodal pentru o mai bună detectare a sarcasmului este dezvăluit de Universitatea din Groningen. Antrenat pe o bază de date cunoscută sub numele de MUStARD, acesta poate examina mai multe aspecte ale înregistrărilor audio și are o acuratețe de 75%.[114][115]
- 17 mai – Oamenii de știință care folosesc telescopul spațial James Webb descoperă cea mai veche fuziune cunoscută de găuri negre, la 740 de milioane de ani după Big Bang.[116]
- 19 mai – Agenția Spațială Europeană (ESA) anunță că un fragment strălucitor de cometă a luminat cerul deasupra unor părți din Spania și Portugalia. Fragmentul a zburat cu o viteză de 45 km pe secundă înainte de a arde deasupra Atlanticului.[117]
- 20 mai – Telescopul spațial James Webb obține primele măsurători ale masei nucleului unei exoplanete. Aceastea relevă o cantitate surprinzător de mică de metan și un nucleu de dimensiuni foarte mari în interiorul exoplanetei WASP-107b.[118] WASP-107b orbitează în jurul unei stele aflate la aproximativ 200 de ani-lumină distanță de Pământ.
- 23 mai
  - Sunt publicate noi imagini de la telescopul spațial Euclid, inclusiv o vedere a pepinierei de stele Messier 78.[119]
  - Astronomii care folosesc telescopul TESS au raportat descoperirea lui Gliese 12b, o exoplanetă de mărimea lui Venus, situată la 40 de ani lumină distanță, cu o temperatură de echilibru de 315 K (42 °C). Acest lucru o face cea mai apropiată exoplanetă de dimensiuni terestre localizată până în prezent, cu o temperatură temperată.[120]
- 30 mai – NASA anunță că Telescopul Webb a descoperit JADES-GS-z14-0, cea mai îndepărtată galaxie cunoscută, care a existat la numai 290 de milioane de ani după Big Bang. Deplasarea sa spre roșu de 14,32 spulberă recordul anterior de 13,2, stabilit de JADES-GS-z13-0. JADES-GS-z14-0, are un diametru de aproximativ 1.700 de ani-lumină și o masă echivalentă cu 500 de milioane de stele de mărimea Soarelui.[121]
- 31 mai – Biologii anunță că s-a descoperit că Tmesipteris oblanceolata, o plantă aliată a ferigii, conține cel mai mare genom cunoscut.[122][123]

### Iunie

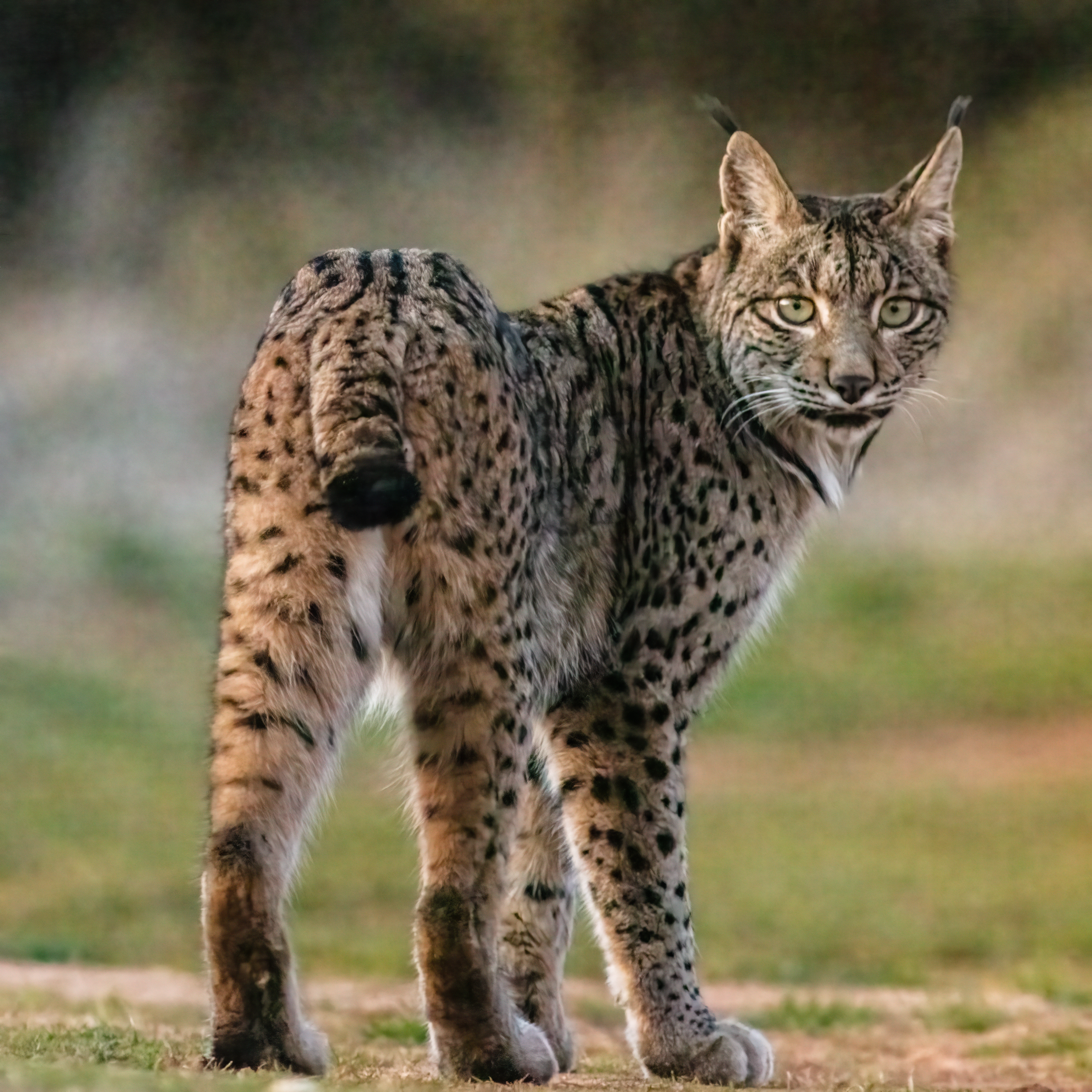
20 iunie: În urma creșterii populației de râs iberic – de la 62 de indivizi maturi în 2001 la 648 în 2022 – Uniunea Internațională pentru Conservarea Naturii retrage animalul de pe lista sa de animale aflate „pe cale de dispariție”, clasificându-l în schimb ca „vulnerabil”

- 1 iunie – China reușește să aselenizeze cu succes Chang'e 6 pe partea îndepărtată a Lunii. Sonda robotică va începe colectarea de probe înainte de a returna încărcătura de 2 kg pe 4 iunie.[124]
- 4 iunie – Cercetătorii au descoperit că ciuperca Parengyodontium album, care trăiește împreună cu alți microbi marini pe deșeurile de plastic din ocean, poate descompune particulele de polietilenă (PE) – cel mai abundent dintre toate materialele plastice care au ajuns în ocean. Însă ciuperca poate descompune plasticul care a fost expus mai întâi la radiații UV, ceea ce înseamnă că degradează doar plasticul care plutește aproape de suprafață.[125]
- 5 iunie – Astronomii identifică ASKAP J1935+2148, steaua neutronică cu cea mai lentă rotație înregistrată vreodată, care realizează o rotație doar o dată la 54 de minute.[126]
- 11 iunie – Oamenii de știință raportează că o boală gravă de rinichi poate fi asociată cu zborurile spațiale umane.[127][128]
- 12 iunie
  - Diferența aparentă în ceea ce privește speranța de viață între organismele masculine și feminine este explicată de o echipă de la Universitatea Osaka, Japonia, care a descoperit că celulele de reproducere determină diferențele în funcție de sex în ceea ce privește durata de viață și dezvăluie un rol al vitaminei D în îmbunătățirea longevității.[129][130]
  - The Economist relatează că China a devenit o „superputere științifică”, citând numeroase exemple ale dezvoltării sale rapide într-o gamă largă de domenii.[131]
- 20 iunie
  - În urma creșterii populației de râs iberic – de la 62 de indivizi maturi în 2001 la 648 în 2022 – Uniunea Internațională pentru Conservarea Naturii retrage animalul de pe lista sa de animale aflate „pe cale de dispariție”, clasificându-l în schimb ca „vulnerabil”.[132][133]
  - Cercetătorii anunță descoperirea în America de Nord a Lokiceratops rangiformis, o specie de dinozaur numită după zeul nordic Loki, care a trăit acum aproximativ 78 de milioane de ani.[134]
- 21 iunie – Arheologii anunță descoperirea a șase ace de cusut din piatră, vechi de 9.000 de ani, în cadrul unor expediții pe malul lacului Xiada Co din vestul Tibetului, acestea fiind cele mai vechi unelte din piatră realizate prin măcinare pe platoul tibetan.[135]
- 24 iunie – Universitatea Saint Andrews raportează descoperirea a trei Super-Pământuri candidate în jurul HD 48948, o stea pitică de tip K situată la 55 de ani-lumină distanță. O planetă se află în zona locuibilă.[136]
- 25 iunie – Misiunea chineză de explorare lunară Chang'e 6 se întoarce cu succes pe Pământ după ce a prelevat probe de rocă și sol de pe partea îndepărtată a Lunii.[137]
- 26 iunie – În situl arheologic Cova Negra din provincia Valencia, Spania, s-au descoperit fosilele unui copil în vârstă de apoximativ 6 ani, cu sindromul Down, aceasta reprezentând cea mai veche dovadă cunoscută a sindromului Down. Fosila, care păstrează anatomia completă a urechii interne și care indică această afecțiune genetică, a fost excavată în 1989, însă importanța sa nu a fost recunoscută până de curând. De asemenea, sugerează grija și compasiunea neanderthalienilor. Prezența neanderthalienilor în situl Cova Negra a fost datată între 273.000 și 146.000 de ani în urmă.[138]

### Iulie

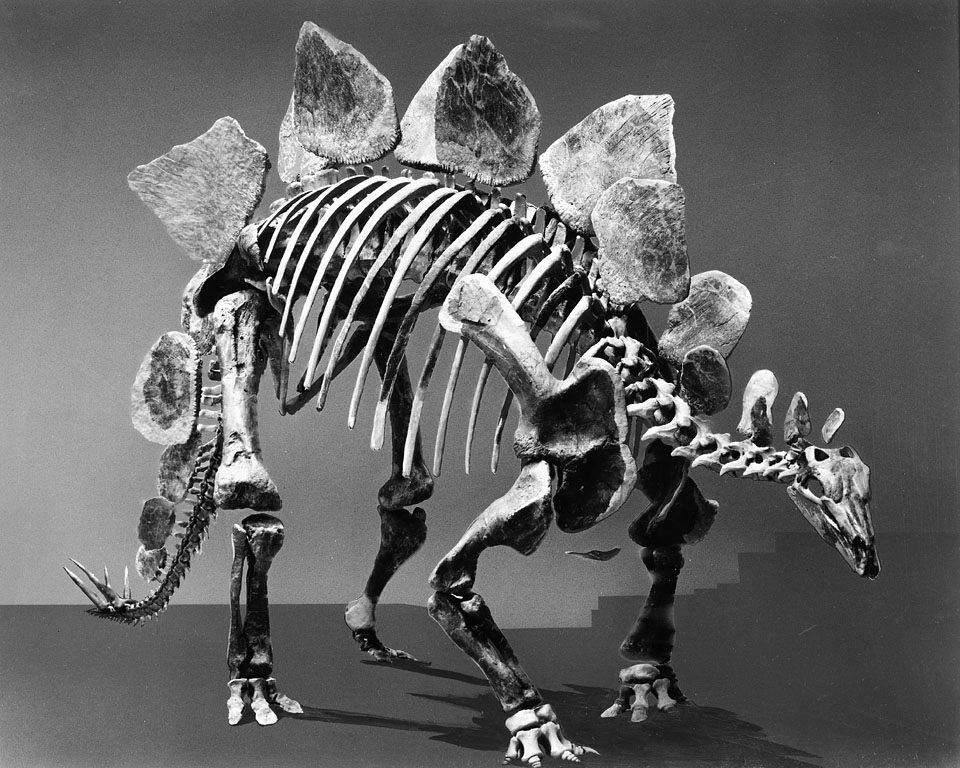
18 iulie - Scheletul de stegozaur Apex este scos la licitație pentru 44,6 milioane de dolari la o licitație Sotheby's din New York, Statele Unite, cea mai mare sumă plătită vreodată pentru o fosilă.

- 2 iulie – Sunt descoperite două noi galaxii satelit ale Căii Lactee – Sextans II și Virgo III.[139]
- 7 iulie – Patru membri voluntari ai echipajului NASA termină prima misiune Crew Health and Performance Exploration Analog de 378 de zile pentru simularea vieții pe Marte la Johnson Space Center din Houston, Texas, Statele Unite.[140]
- 9 iulie – Este raportată prima dispariție locală datorată creșterii nivelului mării în Statele Unite: cea a cactusului Pilosocereus millspaughii din Florida.[141][142]
- 10 iulie – Cercetătorii de la Northwestern University Feinberg School of Medicine și Harvard Medical School publică în revista Nature o afirmație privind cauza și calea curativă pentru boala autoimună Lupus eritematos sistemic.[143]
- 11 iulie – Folosind Telescopul Spațial Hubble, oamenii de știință rezolvă pentru prima dată profilul 3D de dispersie a vitezei unei galaxii pitice,[144] ajutând la descoperirea distribuției materiei întunecate.[145]
- 15 iulie
  - Oamenii de știință anunță descoperirea unei peșteri lunare, la aproximativ 400 km de locul de aterizare al Apollo 11.[146][147]
  - China anunță un plan de a vizita asteroidul 2015 XF261 în 2029. La fel ca în cazul testului DART (Double Asteroid Redirection Test) al NASA, o sondă va lovi corpul cu o viteză de 10 km/s și vor fi studiate modificările rezultate asupra orbitei sale.[148] Acest lucru se va întâmpla când asteroidul se va afla la mai puțin de șapte milioane de kilometri de Pământ.[149]
- 16 iulie – Conform studiului asupra mărilor cu hidrocarburi de pe Titan, luna lui Saturn, acestea sunt mări lichide la suprafață compuse din azot și compuși organici metan și etan. Titan are un diametru de 5.150 km și este mai mare decât planeta Mercur. Terra și Titan sunt singurele corpuri din sistemul solar unde lichidele plouă din nori, curg sub formă de râuri în mări și lacuri la suprafață și se evaporă înapoi spre cer pentru a începe din nou procesul hidrologic.[150]
- 18 iulie – Scheletul de stegozaur Apex este scos la licitație pentru 44,6 milioane de dolari la o licitație Sotheby's din New York, Statele Unite, cea mai mare sumă plătită vreodată pentru o fosilă.[151]
- 30 iulie 
  - Un studiu privind extracția de petrol și gaze din Marea Nordului arată că poluarea poate crește cu mai mult de 10.000% pe o rază de jumătate de kilometru în jurul siturilor de foraj offshore.[152]
  - Prima procedură stomatologică complet automatizată din lume pe un om este raportată de compania Perceptive din Boston.[153]

### August
- 1 august – Un studiu publicat în Nature constată că, pe baza politicilor actuale, există un risc de 45% de apariție a cel puțin unui punct de basculare în sistemul climatic până în 2300, chiar dacă încălzirea globală este readusă sub 1,5 °C. Dacă va exista o încălzire maximă de peste 2,0 °C, atunci riscul devine „puternic accelerat”. Curentul de inversare a circulației meridionale a Atlanticului (AMOC) este identificat ca fiind cel mai urgent expus riscului de colaps – ar putea avea loc încă din 2040 – urmat de pădurea tropicală amazoniană în anii 2070.[154][155][156]
- 7 august – Oamenii de știință din Australia publică o nouă reconstituire a temperaturii pe 400 de ani pentru Marea Coralilor, arătând că încălzirea recentă a oceanelor a dus la albirea în masă a Marii Bariere de Corali.[157][158]
- 8 august – Un studiu privind terraformarea planetei Marte sugerează că eliberarea de nanoroboți metalici în atmosfera planetei ar putea-o încălzi cu 30 K și ar fi mult mai eficientă decât încercarea de a face acest lucru cu gaze cu efect de seră.[159]
- 12 august
  - Apa lichidă este confirmată ca fiind prezentă la adâncimi de 10–20 km sub suprafața planetei Marte, pe baza unei noi analize a datelor de la modulul de aterizare InSight al NASA.[160]
  - S-a constatat că o exoplanetă de mărimea Pământului, cu o perioadă foarte scurtă, numită TOI-6255b, suferă o distorsiune mareică extremă, cauzată de proximitatea stelei sale mamă. Acest lucru a dus la apariția unei planete în formă de ou, care probabil va fi distrusă în 400 de milioane de ani.[161][162]
- 14 august
  - Organizația Mondială a Sănătății (OMS) declară mpox o urgență de sănătate publică de interes internațional pentru a doua oară în doi ani, ca urmare a răspândirii virusului în țările africane.[163]
  - Studiile au identificat două perioade semnificative în care au loc schimbări legate de îmbătrânire la nivel molecular, în jurul vârstelor de 44 și 60 de ani. În prima etapă, în jurul vârstei de 44 de ani, au fost observate modificări ale moleculelor implicate în bolile cardiovasculare și capacitatea de a metaboliza cafeina, alcoolul și lipidele. La vârsta de aproximativ 60 de ani, a fost identificat un al doilea val de schimbări moleculare, care au afectat reglarea sistemului imunitar, metabolismul glucidelor și funcția renală. În ambele etape, au fost detectate modificări ale moleculelor legate de îmbătrânirea pielii și a mușchilor.[164][165]
- 16 august – Laboratorul de Habitabilitate Planetară publică un raport care concluzionează că semnalul Wow! a fost probabil cauzat de un eveniment astrofizic rar, strălucirea bruscă a unui nor molecular rece declanșată de o emisie stelară.[166]
- 23 august – BNT116, primul vaccin cu ARNm de cancer pulmonar din lume, începe un studiu clinic de fază I în șapte țări.[167]

### Septembrie
- 4 septembrie – Misiunea ESA/JAXA BepiColombo efectuează cel mai apropiat survol al unei planete, trecând cu viteză pe lângă Mercur la o distanță de doar 165 km.[168][169]
- 7 septembrie – Capsula Boeing Crew Flight Test se întoarce pe Pământ fără echipaj, aterizând în New Mexico, Statele Unite, după ce a fost andocată timp de trei luni la Stația Spațială Internațională.[170]
- 11 septembrie
  - Un studiu realizat de Universitatea din Osaka arată că Labroides dimidiatus, un mic pește tropical, poate avea o formă de conștiință de sine.[171][172]
  - În urma lansării navetei spațiale rusești Soyuz MS-26 de pe cosmodromul Baikonur din Kazahstan, un număr record de 19 persoane se aflau în spațiul cosmic: cei trei astronauți din misiunea MS-26, alți trei pe stația spațială Tiangong din China, patru persoane din misiunea SpaceX Polaris Dawn și alte nouă persoane la bordul Stației Spațiale Internaționale.[173]
- 12 septembrie 
  - OpenAI lansează seria „o1” de model de limbaj mare (LLM), cu capacități îmbunătățite în programare, matematică, știință și alte sarcini complexe.[174]
  - Miliardarul american Jared Isaacman devine prima persoană care efectuează o plimbare spațială comercială în cadrul misiunii de zbor spațial privat Polaris Dawn operată de SpaceX.[175]
- 16 septembrie – Un studiu publicat în The Lancet estimează că rezistența antimicrobiană ar putea provoca 39 de milioane de decese la nivel mondial între 2025 și 2050.[176]
- 18 septembrie – A fost descoperită cea mai mare pereche de jeturi astrofizice. Fasciculele de materie ionizată, supranumite Porfirion, după numele un gigant din mitologia greacă, se extind pe 23 de milioane de ani-lumină de la un capăt la altul. Aceasta o depășește pe Alcyoneus, deținătoarea recordului anterior, cu 16 milioane de ani-lumină.[177][178]
- 19 septembrie – S-a calculat că un obiect recent descoperit în apropierea Pământului numit 2024 PT5 va deveni o „mini-lună” cu o orbită temporară în jurul Pământului din 29 septembrie până în 25 noiembrie. Acesta va reveni în anul 2055.[179][180]
- 23 septembrie – Oamenii de știință publică prima prognoză multiseculară, bazată pe mai multe modele, a pierderii stratului de gheață din Antarctica derivată din modele climatice globale, care indică faptul că stratul de gheață din Antarctica de Vest ar putea suferi o prăbușire aproape totală până în 2300.[181]

### Octombrie

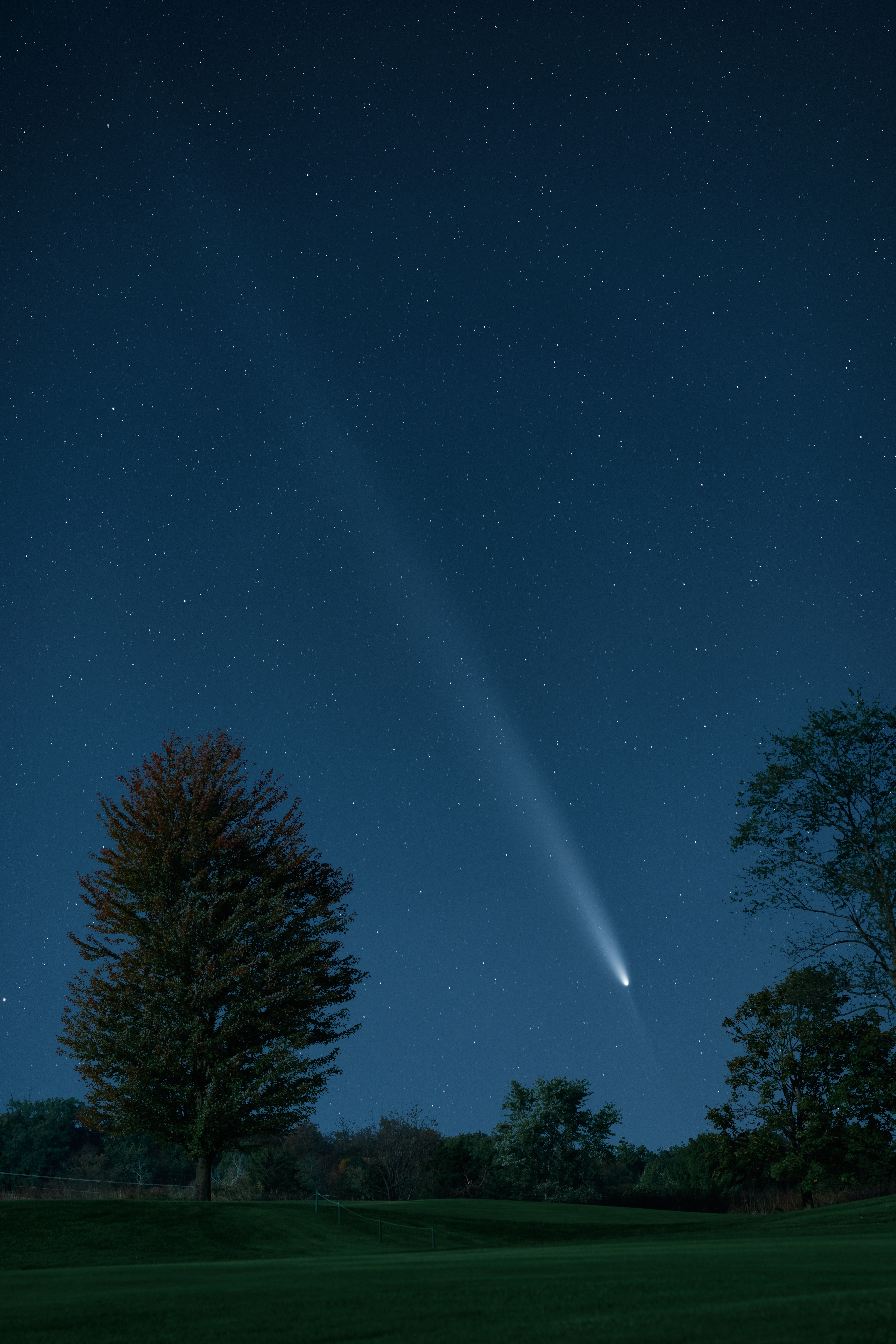
12 octombrie: Cometa cu perioadă lungă C/2023 A3 (Tsuchinshan-ATLAS) se apropie cel mai mult de Pământ (71 milioane de km).

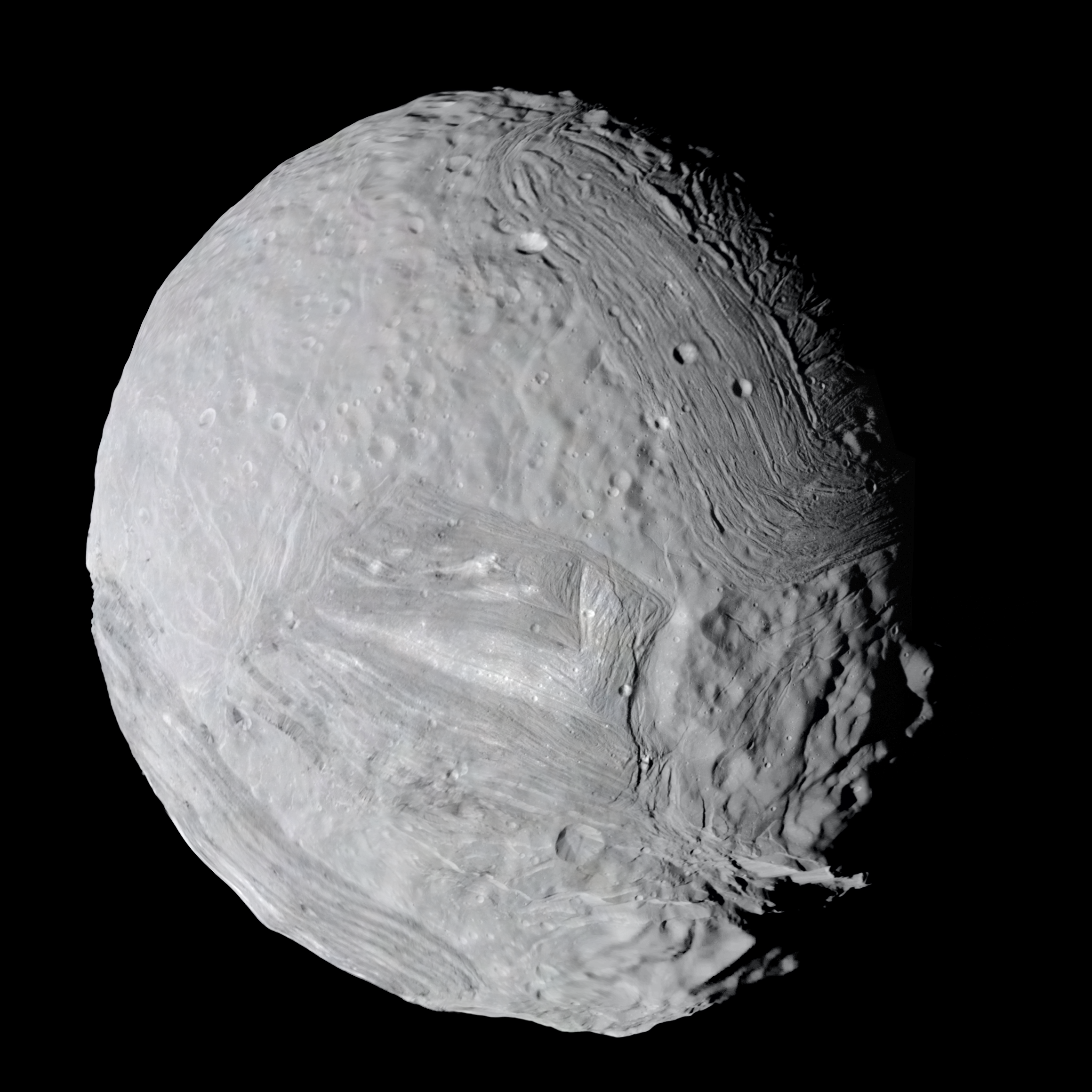
28 octombrie: Un studiu al lunii uraniene Miranda (foto) descoperă că aceasta ar putea conține un ocean adânc de apă sub suprafața sa.

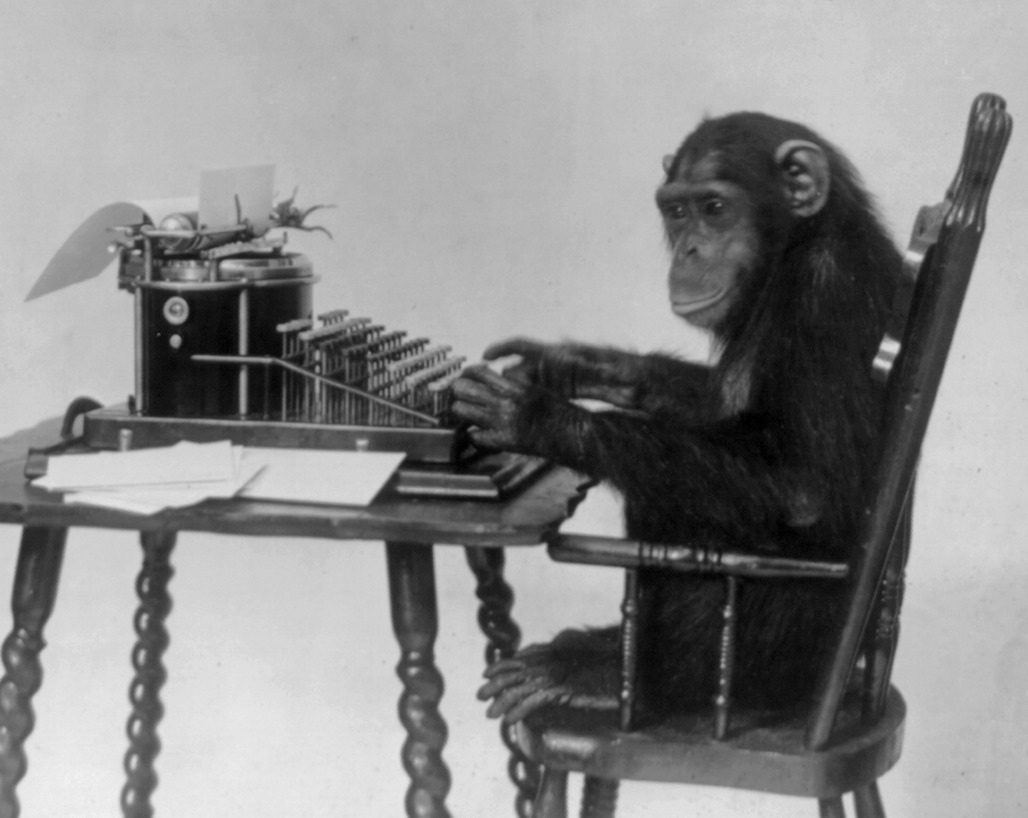
30 octombrie: Un studiu al teoremei maimuței infinite ajunge la concluzia că, chiar dacă toți cei 200.000 de cimpanzei din lume ar dactilografia la o tastă pe secundă, întreaga operă a lui Shakespeare nu ar fi niciodată dactilografiată înainte de sfârșitul universului.

- 1 octombrie – European Southern Observatory (ESO) raportează descoperirea unei planete cu masă subpământeană care orbitează în jurul stelei lui Barnard, cea mai apropiată stea de Soarele nostru, aflată la doar șase ani lumină distanță.[182]
- 2 octombrie
  - Oamenii de știință anunță prima cartografiere completă a întregului creier al unei musculițe de oțet, Drosophila melanogaster, cu un detaliu de 50 de milioane de conexiuni între mai mult de 139.000 de neuroni.[183]
  - Folosind spectrograful în infraroșu apropiat al Telescopului James Webb este detectat un nou jet de monoxid de carbon (CO) și jeturi de dioxid de carbon (CO2) pe cometa Centaurul 29P.[184]
- 3 octombrie – Google lansează o nouă funcție, „Căutare video”, care va permite oamenilor să pună o întrebare în timp ce filmează ceva și să obțină rezultatele căutării.[185]
- 4 octombrie – Oamenii de știință de la Universitatea Binghamton dezvoltă plante artificiale cu frunze folosind celule solare biologice, care pot efectua respirația, fotosinteza și genera electricitate.[186][187]
- 8 octombrie – Cercetătorii de la REMspace realizează prima comunicare între două persoane în vis lucid, folosind echipamente special concepute.[188]
- 9 octombrie
  - O echipă de ingineri, oameni de știință și astronauți testează Handheld Universal Lunar Camera (HULC), o nouă cameră proiectată pentru misiunile Artemis ale NASA pe Lună.[189]
  - Pham Tiep, profesor de matematică, rezolvă două probleme vechi, Conjectura înălțimii zero și teoria Deligne-Lusztig. Matematicienii cred că aceasta poate duce la progrese în știință și tehnologie.[190]
  - Astronomii confirmă că Marea Pată Roșie a lui Jupiter s-a șubrezit și fluctuează în mărime după ce au observat videoclipul său time-lapse realizat din imaginile capturate de Telescopul Spațial Hubble între decembrie 2023 și martie 2024.[191]
- 10 octombrie
  - Oamenii de știință folosesc un model de învățare automată de nivel înalt, "SHBoost", pentru a procesa datele și a estima proprietățile stelare precise pentru 217 milioane de stele observate de misiunea Gaia.[192]
  - Observatoarele spațiale ale NASA și AstroSat al ISRO observă că o gaură neagră masivă a sfâșiat o stea și acum lovește o altă stea folosind resturile stelare; cu fiecare lovitură creează un jet uriaș de gaze și raze X.[193][194]
- 11 octombrie – Astronomii observă creșterea „din interior spre exterior” a NGC 1549 prin utilizarea telescopului spațial James Webb. Cercetătorii presupun că ar putea rezolva misterul modului în care aceste structuri complexe se formează din nori de gaz.[195]
- 12 octombrie – Cometa cu perioadă lungă C/2023 A3 (Tsuchinshan-ATLAS) se apropie cel mai mult de Pământ (71 milioane de km).[196]
- 13 octombrie – SpaceX reușește prima întoarcere și capturare cu succes a unui propulsor Super Heavy de pe Starship, cea mai mare și mai puternică rachetă care a zburat vreodată.[197][198]
- 14 octombrie – NASA lansează Europa Clipper de la Centrul Spațial Kennedy, care va studia luna joviană Europa în timp ce orbitează în jurul lui Jupiter.[199][200]
- 15 octombrie – Fizicienii și cercetătorii de la Institutul de Fizică Nucleară al Academiei Poloneze de Științe realizează prima imagine coerentă a nucleelor atomice formate numai din quarci și gluoni, fuzionând această imagine cu modelul nucleelor formate din protoni și neutroni.[201]
- 16 octombrie
  - Telescopul spațial Hubble al NASA/ESA observă un vulcan stelar pe R Aquarii care aruncă în aer filamente uriașe de gaz incandescent.[202]
  - Cercetătorii de la University of Birmingham Medical School întâlnesc un cadavru uman cu trei penisuri.[203]
  - Un nou record mondial pentru transmisia fără fir este stabilit de o echipă de la University College London, care atinge 938 Gigabiți pe secundă (Gb/s) pe o gamă de frecvențe de 5-150 Gigaherți (GHz).[204]
- 17 octombrie
  - Oamenii de știință observă coroana unei găuri negre cu ajutorul exploratorului NASA Imaging X-ray Polarimetry Explorer și îi determină pentru prima dată forma.[205]
  - Neuroștiințele descoperă că proteinele SUMO declanșează reactivarea celulelor stem neuronale și le permit acestora să dezvolte și să repare creierul. Oamenii de știință cred că acest mecanism ar putea avansa în tratamentul bolilor neurodegenerative comune.[206]
- 18 octombrie – Cercetătorii de la Universitatea din Toronto dezvoltă un antibiotic care declanșează autodistrugerea celulelor bacteriene.[207]
- 22 octombrie – Cercetătorii descoperă o nouă specie de șarpe în Himalaya și o descriu ca Anguiculus dicaprioi, după numele lui Leonardo DiCaprio.[208]
- 23 octombrie
  - Fizicienii de la Massachusetts Institute of Technology și California Institute of Technology observă pentru prima dată o „gaură neagră triplă”.[209]
  - Astronomii care utilizează Telescopul spațial James Webb al NASA/ESA detectează probabil prima pitică cenușie din afara Căii Lactee în NGC 602.[210]
- 28 octombrie – Un studiu al lunii uraniene Miranda descoperă că aceasta ar putea conține un ocean adânc de apă sub suprafața sa.[211]
- 29 octombrie – Telescopul cu raze X NICER identifică 4U 1820-30 ca fiind cea mai rapidă stea neutronică, cu o rotație de 716 ori pe secundă, care este egalată doar de PSR J1748-2446ad.[212]
- 30 octombrie – Un studiu al teoremei maimuței infinite ajunge la concluzia că, chiar dacă toți cei 200.000 de cimpanzei din lume ar dactilografia la o tastă pe secundă, întreaga operă a lui Shakespeare nu ar fi niciodată dactilografiată înainte de sfârșitul universului.[213][214]

### Noiembrie
- 15 noiembrie – Se raportează o creștere a cazurilor de rujeolă în întreaga lume, cu o estimare de 10,3 milioane de infecții în 2023, o creștere de 20% față de 2022.[215]
- 19 noiembrie
  - Se raportează că părțile nordice și centrale ale Marii Bariere de Corali au suferit cea mai gravă albire a coralilor înregistrate, cu o mortalitate de până la 72%.[216][217]
  - Este lansat testul de zbor nr. 6 al SpaceX Starship.[218]
- 20 noiembrie – Se constată că schimbările climatice au crescut viteza vântului în uraganele din Atlantic cu 29 km/h.[219][220]
- 21 noiembrie – Este raportată prima imagine de aproape a unei stele din afara Căii Lactee, folosind Very Large Telescope Interferometer al Observatorului European Austral. Steaua WOH G64 este situată în Marele Nor al lui Magellan, la o distanță de aproximativ 160.000 de ani-lumină și se arată că este înconjurată de un nor în formă de tor.[221][222]

### Decembrie

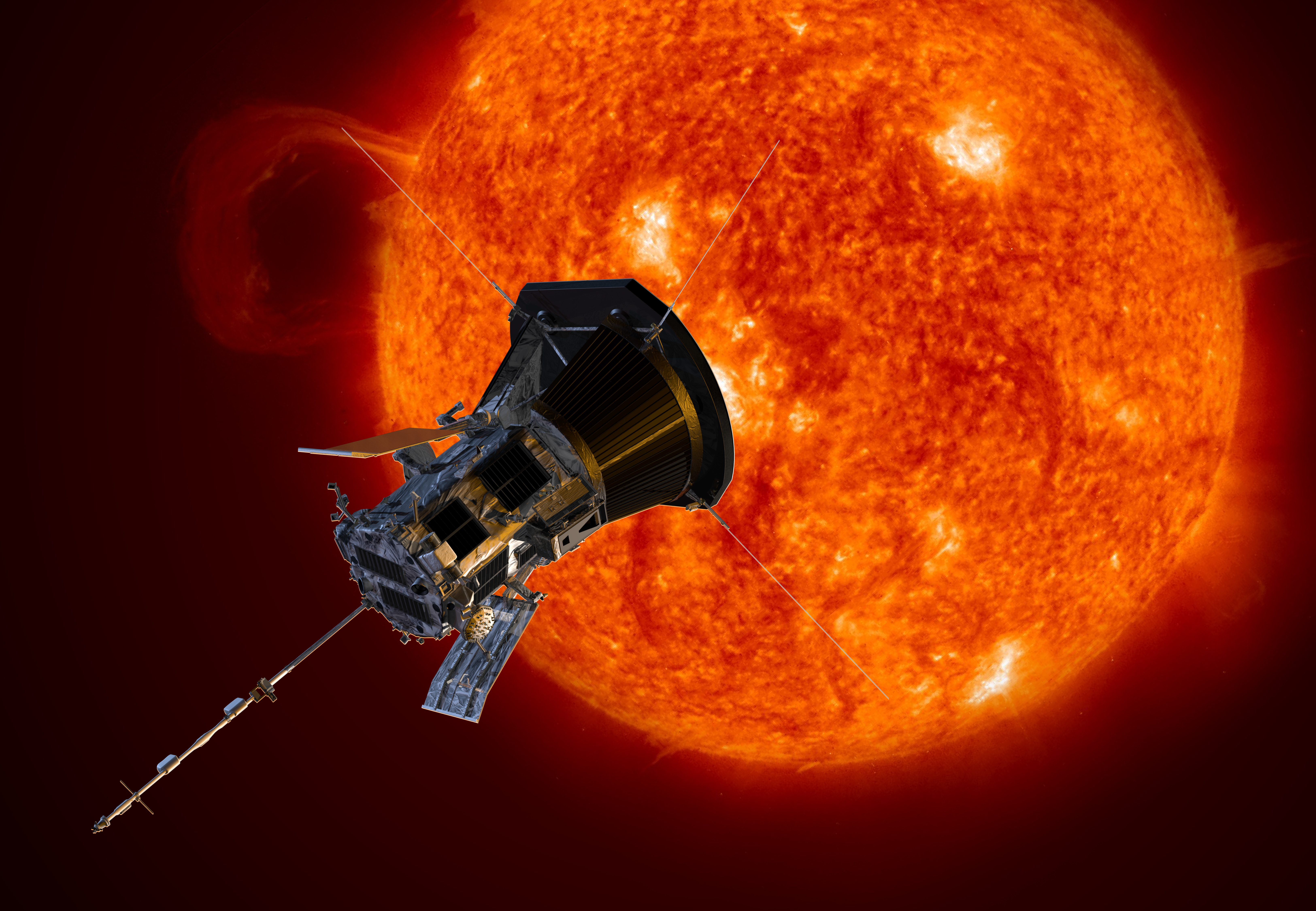
24 decembrie: Sonda spațială Parker devine obiectul artificial care s-a apropiat cel mai mult de Soare (6,1 milioane de kilometri, în timp ce se deplasa cu aproximativ 690.000 km/h). Concept artistic.

- 5 decembrie – Se constată că o singură mutație cunoscută sub numele de Q226L sporește capacitatea virusului H5N1 ("gripa aviară") de a infecta celulele umane, în special în tractul respirator. Anterior, se credea că cel puțin trei mutații erau necesare pentru ca virusul să infecteze oamenii și să se răspândească între aceștia.[223][224]
- 10 decembrie – Inteligența artificială bazată pe învățare prin transfer prezice că încălzirea globală va atinge pragul de 3 °C mai repede decât se preconiza anterior.[225]
- 13 decembrie – Este demonstrată o nouă terapie genică indusă de lumină care utilizează nanoparticule pentru a viza mitocondriile celulelor canceroase.[226]
- 16 decembrie – China Aerospace Science and Technology Corporation (CASC) lansează primul lot al megaconstelației Guowang, o constelație planificată de 13.000 de sateliți. Sateliții au fost lansați cu Long March 5B cu o treaptă superioară Yuanzheng-2  de la Centrul de lansare a sateliților Wenchang. China nu a oferit informații cu privire la numărul de sateliți, nici detalii legate de orbitele lor, masa sateliților și producătorul.[227]
- 20 decembrie – Un studiu publicat în revista Optica raportează prima demonstrație de teleportare cuantică pe fibre care transportă traficul de telecomunicații convențional.[228][229]
- 24 decembrie – Sonda spațială Parker devine obiectul artificial care s-a apropiat cel mai mult de Soare (6,1 milioane de kilometri, în timp ce se deplasa cu aproximativ 690.000 km/h), doborând recordul anterior din 2018.[230]
- 27 decembrie – O nouă tehnică pentru expresii faciale realiste pe androizi este raportată de Universitatea Osaka, folosind mișcări de formă de undă pentru a exprima dinamic stările de spirit, cum ar fi „tulburat” sau „somnoros”.[231]
- 29 decembrie – Organizația indiană de cercetare spațială lansează cu succes racheta sa Polar Satellite Launch Vehicle care transportă misiunea de sateliți gemeni Space Docking Experiment de la Centrul Spațial Satish Dhawan din Andhra Pradesh, sateliții urmând să efectueze o manevră de andocare pe 7 ianuarie 2025.[232][233]